# Nildo Viana
Nildo Viana (Goiânia, 6 de mayo de 1965) es un sociólogo y filósofo brasileño.

## Biografía
Con formación en sociología y filosofía, se graduó, Master y Doctor en Sociología y Especialista y Master en Filosofía por la Universidad Federal de Goiás. Su obra trata cuestiones básicas como la sociología, filosofía, marxismo, la sociedad contemporánea, epistemología, la violencia, el neoliberalismo, los valores, el arte o el psicoanálisis.
Es representante de una corriente crítica de la sociología, siguiendo una versión libre del marxismo. Karl Marx y Karl Korsch son sus principales influencias principales en su pensamiento.

## Principales obras
- Estado, democracia e cidadania
- A consciência da História
- Escritos metodológicos de Marx
- Inconsciente coletivo e materialismo histórico
- Heróis e super-heróis no mundo dos quadrinhos
- A Esfera Artística: Marx, Weber, Bourdieu e a Sociologia da Arte
- Os valores na sociedade moderna
- Manifesto Autogestionário
- Senso comum, representações sociais e representações cotidianas
- Universo psíquico e reprodução do capital - Ensayos freudo-marxistas
- O Capitalismo na Era da Acumulação Integral

## Otras publicaciones
- A filosofia e sua sombra
- A dinâmica da violência juvenil
- Violência urbana: a cidade como espaço gerador de violência
- A elaboração do projeto de pesquisa
- O Que são partidos políticos
- Introdução à sociologia
- A questão da causalidade nas ciências sociais
- A questão da mulher (org.)
- Educação, Cultura e Sociedade (org.)
- Psicanálise, Capitalismo e Cotidiano
- O Doutor e outros contos incorretos
- Tropicalismo - A ambivalência de um movimento artístico
- O Fim do Marxismo e outros ensaios
- Indústria Cultural e cultura mercantil(org.)
- O Que é marxismo?
- Capitalismo e questão racial (org.)
- Como assistir um filme?
- A Concepção materialista da história do cinema
- Temas de sociología rural(org.)
- Linguagem, discurso e poder"
- Escritos revolucionários sobre a Comuna de Paris (org.)

## Libros en castellano
VIANA, Nildo. Psicoanálisis y materialismo histórico. Madrid: Cultivalibros, 2013. ISBN 8415826842 ISBN 9788415826842

## Publicaciones en castellano
Nildo Viana (2016): “Los ciclos de los regímenes de acumulación”, Revista Contribuciones a las Ciencias Sociales, (enero-marzo 2016). En línea: http://www.eumed.net/rev/cccss/2016/01/ciclos.html